# Australia ai VI Giochi olimpici invernali
L'Australia partecipò ai VI Giochi olimpici invernali, svoltisi a Oslo, Norvegia, dal 14 al 25 febbraio 1952, con una delegazione di 9 atleti impegnati in quattro discipline.